# Ulrich Eicke
Ulrich Eicke (18 febbraio 1952) è un ex canoista tedesco.

## Palmarès

### Olimpiadi
- 1 medaglia:
  - 1 oro (Los Angeles 1984 nel C1 1000 metri)

### Mondiali
- 3 medaglie:
  - 3 argenti ( Sofia 1977 nel C1 500 metri; Duisburg 1979 nel C1 500 metri; Mechelen 1985 nel C1 1000 metri)